# NGC 1131
NGC 1131 est une petite galaxie elliptique compacte située dans la constellation de Persée. NGC 1131 a été découverte par l'astronome irlandais William Parsons en 1855.

## Caractéristiques
Sa vitesse par rapport au fond diffus cosmologique est de 5 166 ± 21 km/s, ce qui correspond à une distance de Hubble de 76,5 ± 5,3 Mpc (∼250 millions d'al).
La base de données Simbad, de même que le logiciel Aladin, assigne la galaxie PGC 10980 à NGC 1131, contrairement à toutes les autres sources. Il semble que ce soit une erreur, ce qui est assez fréquent on trouve plusieurs identifications incorrectes sur celles-ci.